# Sillingy
Sillingy é uma comuna francesa na região administrativa de Auvérnia-Ródano-Alpes, no departamento da Alta Saboia. Estende-se por uma área de 14.84 km². Em 2010 a comuna tinha 5 477 habitantes (densidade: 369,1 hab./km²).